# Ђаре (репер)
Дарко Батић (Нови Сад, 24. јануар 1989), познатији под уметничким псеудонимом Ђаре (итал. Giarre), јесте српски репер. Један је од истакнутијих представника новосадске школе хипхопа новог таласа. Године 2014. је избацио први студијски албум Абвгд... Ђ, а две године касније и мини-албум Клавир и папири. Десетак његових синглова има вишемилионске прегледе на Јутјубу.

## Каријера
Ђаре је између осталог познат по реперском ривалству и прозивкама по песмама између њега и репера Марка Ристића Ристе који се с песама прелио и на физички обрачун. Њихов реперски дуел је један од најбољих и најкултнијих на простору бивше СФРЈ, а стручни веб-сајт за хипхоп културу Loudpack.zone га је прогласио на друго место листе најбољих домаћих прозивки у репу у којем је, према мишљењу публике, Ђаре изашао као победник. Новосадски репер Главата Мајмунчина је такође рекао да је Ђаре изашао као победник из реперског дуела, поготову после песме „Рики Мартин”. Веб-сајт Loudpack.zone је њихов дуел описао:
„Једини прави српски back-and-forth и вероватно најбољи домаћи beef кад узмеш у обзир заједничку историју, количину материјала, трајање beef и његове последице у виду прекинутих веза, издаја и (не)оправданог насиља... Ђаре, који је био искусни форум бетлер, јако брзо напредовао кроз сцену и песме су му биле све боље, осокољен свим тим и новом алијансом са Унијом, али и одређеним street везама узвраћа са најдисреспектфул траком у овом серијалу. Риста онда избацује дискутабилно најјачи дис из ове серије, где за сваку линију има одговор и увреду назад. На крају песме, као старији брат који је доживео разочарење троши више од минут псујући младог Ђарета у најтрезнијем моменту beef-а. Ђаре се враћа са најтврђом песмом, купује публику и од тог момента beef постаје једностран. Вероватно је због тога за многе Ђ и виђен као победник, али прави победник beef је заправо остатак НС сцене, која је уједињена са њим створила нов талас и доживела свој процват у виду новосадског drill-а из 2013/14.”
Ђаре се децембра 2021. присетио обрачуна са Ристом и описао је да су њих двојица били блиски пријатељи и да он ни у каквој свађи није био с Ристом, већ са његовим колегом из Зиплок групе Кабуом, са којим је такође једно време био пријатељ. Према Ђаретовом сведочењу, њих троје су били раније толико блиски да је он требало да буде трећи члан групе Зиплок, поред Ристе и Кабуа. Ђаре је додао и то да он има неколико песама снимљених што са Ристом што са Зиплоком, те да му је Риста у неколико песама давао омаж у римама. С друге стране, Ђаре је такође у интервјуу дао омаж Ристи рекавиши да је он изузетан репер, али да никада није могао да се истакне у тој сфери због социјалне позадине, јер је дете из богате и угледне адвокатске породице, а не из радничке класе и „улице”, као већина репера. Он је рекао да је могао да направи целу песму од исечених Ристиних стихова у којем хвали самог Ђарета. Међутим, Риста није желео да остане неутралан у сукобу између Ђарета и Кабуа, те је подржао Кабуа и први увредио Ђарета у једној песми. Све до тада је Ђаре био спреман да се помири са Ристом, али после те песме је све ескалирало. После је Ђаре снимио одговор на прозивку који је био окачен на каналу издавачке куће Уније. Риста је присило Џија, једног од чланова Уније који је имао приступ каналу, да уклони ту песму и окачио је своју поновну прозивку у ком на крају песме псује Ђарета и његове ближње. На то је после Ђаре одоговорио песмом „Рики Мартин” која је постала једна од популарнијих песама на сцени. Иако је прошло неколико година како се ствар око тога смирила, Ђаре је крајем 2021. истакао да и даље жели да се помири с Ристом.

## Душевно здравље
Ђаре је неколико пута био принудно хоспитализован због душевних болести. Он то не крије, и често у песмама спомиње психијатре и медицинско особље (његовим речима: „бели мантили”). За душевне хоспитализације је говорио:
„Десило ми се пар пута да се пробудим на психијатрији, као млађи. То су честе глупости. То су фазе... Стари дани. Знаш оно — дешавало се. Погреши човек, можда сам и ја некад...”
Средином јуна 2012. Нови Сад је погодила вест о могућој терористичкој претњи двадесеттрогодишњег Д. Б. да ће бацити бомбу на Дом здравља на Лиману 4. У саопштењу се наводи да ће полиција надаље обезбеђивати тај објекат и да је осумњичени за претње њихов радник у кол-центру и да је више пута хоспитализован на психијатрији и да иза себе има неколико покушаја самоубиства. Испоставило се да је осумњичени уствари Дарко Батић — Ђаре. Он је то и признао у интервјуу крајем 2021. Ђаре је тада рекао да га му је мајка Славица Батић, доктор психологије, пронашла посао у тој установи у којој је и сама радила. Он је истакао да је после смене власти 2012. добијао уцене и претње отказом уколико не пређе у Српску напредну странку која је тада свргла Демократску странку са власти. Из тог разлога, Ђаре је рекао управницима да ће се можда појавити са бомбом кашикаром и разнети не само кол-центар и администрацију, него и просторије медицине рада. У интервјуу је истакао да је то рекао у афекту и полушали, после три дана неспавања јер је недуго пре тога био хоспитализован у душевној клиници из које је пуштен, а да су новинари неоправдано преувеличали причу.

## Лични живот
Ђаре је велики љубитељ спорта, посебно фудбала и америчког фудбала. Поред новосадске Војводине, он је велики навијач Тотенхем хотспера и Грин Беј пакерса.
Његов срећни број је 23 којег има истетовираног на десној подлактици.